# Alexeï Chakhmatov
Alexeï Alexandrovitch Chakhmatov (en russe : Алексей Александрович Шахматов) (1864-1920) est un philologue russe, historien des langues slaves.

## Biographie
Né à Narva (actuelle Estonie) le 17 juin 1864, mort le 16 août 1920 à Petrograd (aujourd'hui Saint-Pétersbourg), Chakhmatov poursuit ses études secondaires au lycée Kreimann et s'intéresse très tôt aux manuscrits russes et slaves en consultant dès seize ans, avant ses études universitaires, un professeur de l'Université de Petrograd I.V. Jagié qui publiera en 1882, dans sa revue Archives de la philologie slave, son article sur l'étude du manuscrit original de l'un des plus anciens monuments de la langue russe, le Sbornik de Sviatoslav daté de 1073. L'Université de Moscou complète sa formation de philologue entre 1883 et 1887 sous la direction de celui qu'il considérera comme son maître à penser Filipp Fortunatov. 
Membre adjoint de l'Académie des sciences de Saint-Pétersbourg à trente ans, membre ordinaire de cette même Académie à trente-cinq ans, il devient président de la Section de langue et de littérature russes. A ce poste, il refait le plan du Dictionnaire de la langue russe édité par l'Académie et fait éditer une vaste Encyclopédie de la philologie slave. 
Il participe en février 1904 à une commission spéciale de l'Académie des sciences sur la réforme de l'orthographe russe qui n'a été mise en place qu' en 1917-1918.

## Travaux et publications
Connaissant les langues slaves et la littérature qu'a inspirée leur étude scientifique, il traite en 1896, les différents problèmes de la linguistique slave.
Comparant les données de toutes les langues slaves, il publie en 1898 une Étude sur l'histoire de l'accent, l'une des plus difficiles de la linguistique slave.
Chakhmatov poursuit simultanément l'étude de l'ancienne littérature russe et celle des parlers populaires vivants. Il publie une Étude de la langue des chartes de Novgorod des XIIIe et XIVe siècles en 1895, une Étude des chartes de Dvinsk du XVe siècle en 1903, et les Particularités phonétiques des parlers d'El'nja et de Masal'sk en 1909.
Son dessein est ensuite de présenter l'histoire de la langue russe en ses relations avec l'histoire du peuple russe. L'auteur est ici à la fois linguiste et historien. En 1915, il nous donne une Esquisse de la période ancienne de l'histoire de la langue russe. Son Introduction à un cours d'histoire de la langue russe en 1916 présente un sous-titre qui définit l'esprit de l'ouvrage Processus historique de la formation des tribus et des dialectes russes.

## Liens externes

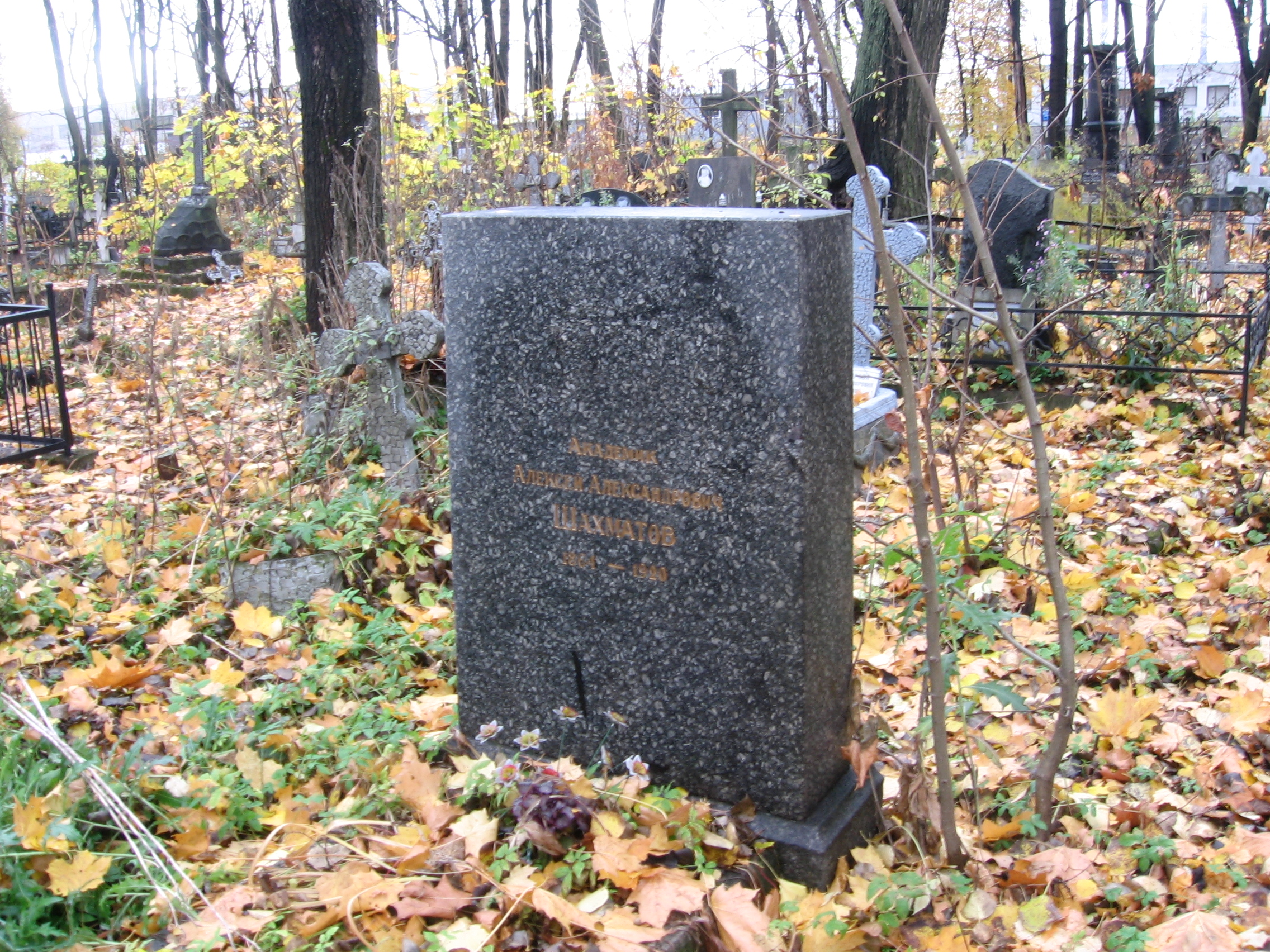
Sépulture au cimetière Volkovo.